# Bacon
För andra betydelser, se Bacon (olika betydelser).

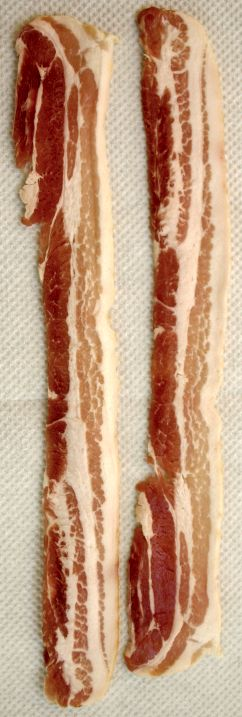
Skivat bacon.

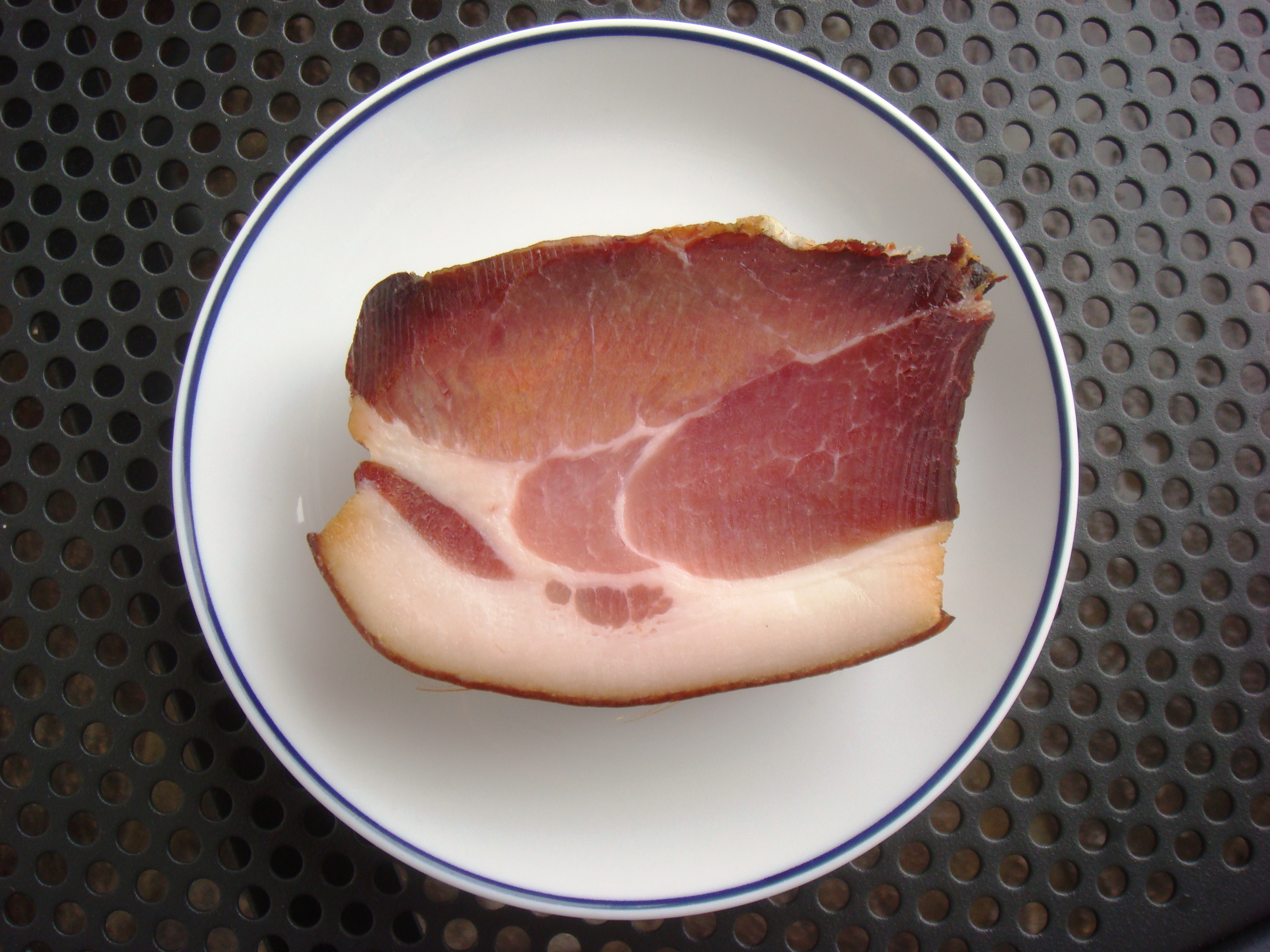
Bacon från Großraming (Österrike)

Bacon är rökt och rimmat sidfläsk, alternativt orökt sidfläsk smaksatt med rökarom, som vanligen steks i tunna skivor eller tärningar. Det förekommer som del av en frukost, till exempel i England, Danmark och USA, och äts då ofta tillsammans med stekta ägg eller äggröra. Bacon kan också bland annat användas som en del av fyllningen på en pizza, tacos eller i en hamburgare.
Det finns flera olika typer av bacon. Det bacon som säljs mest i Sverige är likt den första typen, som internationellt ibland brukar benämnas "amerikanskt bacon". Denna baconsort har hög fetthalt (cirka 50 procent). En annan typ, "kanadensiskt bacon" (även kallat back bacon) är inte lika fet och påminner mer om rökt skinka. Bacon som säljs på Irland eller i Storbritannien är oftast inte heller lika fet som det amerikanska.

## Produktion
Sidfläsket rimmas genom att en saltlake injiceras. Därefter röks det och då försvinner en del av vattnet. Sedan fryses fläsket ned innan det skivas, förpackas och distribueras till grossister och butiker som bacon.

## Innehåll
Under 2003/2004 lät DN Konsument undersökningsföretaget Consumer Content testa elva märken av skivat bacon som säljs i Sverige. Analysen utfördes av Analycen i Linköping. Vattenhalten visade sig vara 42–57 procent. Den faktiska fetthalten var 35,5–44 procent, några procent högre än vad som angavs på förpackningarna. Mängden magert kött var 12,2–15,5 gram per 100 gram, efter att vattnet räknats bort. Enligt Livsmedelsverket innehåller bacon cirka 2,1–3 gram salt per 100 gram.